# Polemonium boreale
Polemonium boreale là một loài thực vật có hoa trong họ Polemoniaceae. Loài này được Adams miêu tả khoa học đầu tiên năm 1817.

## Hình ảnh

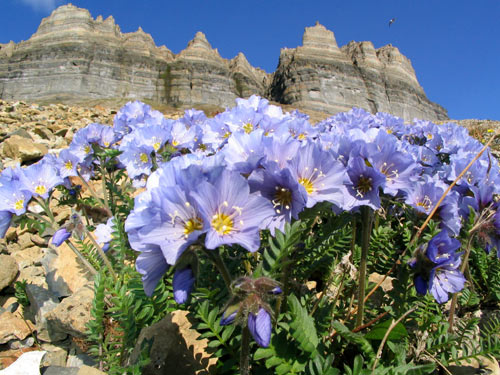
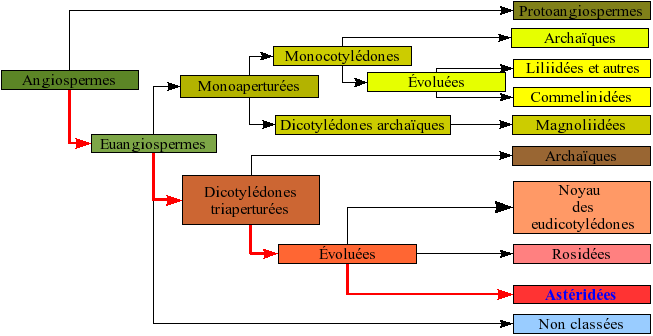
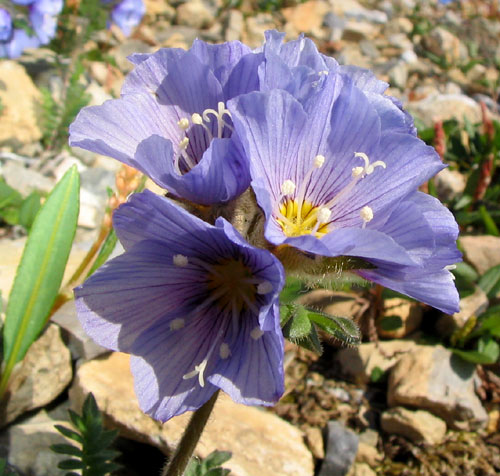
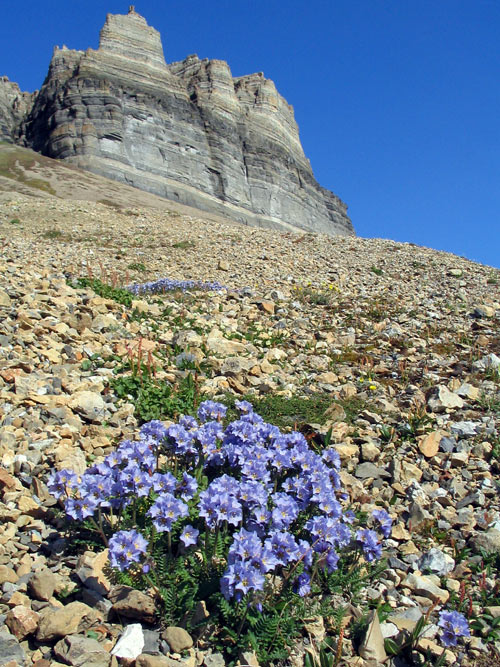